# Copa do Brasil 2011
Der Copa do Brasil 2011 war die 23. Austragung dieses nationalen Fußball-Pokal-Wettbewerbs in Brasilien. Die Copa wurde vom Brasilianischen Sportverband CBF ausgerichtet. Der Pokalsieger war als Teilnehmer an der Copa Libertadores 2012 qualifiziert.

## Saisonverlauf
Der Wettbewerb startete am 16. Februar 2011 in seine Saison und endete am 8. Juni 2011. Am Ende der Saison gewann der CR Vasco da Gama den Titel zum ersten Mal und wurde der 14. Titelträger. Torschützenkönige wurden Alecsandro vom Sieger CR Vasco da Gama, Rafael Coelho und William vom Avaí FC sowie Adriano und Kléber von SE Palmeiras mit fünf Treffern. Als bester Spieler wurde Felipe von Vasco ausgezeichnet.
Höchste Siege
- Atlético Mineiro – IAPE FC: 8:1 (2. März 2011 – 1. Runde Rückspiel)

## Modus
Der Modus bestand aus einem K.-o.-System. Für die ersten beiden Runden bestand die Regelung, dass wenn eine Mannschaft in einem Auswärts-Hinspiel mit mindestens zwei Toren unterschied gewinnt, es kein Rückspiel gibt.	
Es zählte das Torverhältnis. Bei Gleichheit wurde die Auswärtstorregel angewandt. Stand nach heranziehen dieser kein Sieger fest, wurde dieser im Elfmeterschießen ermittelt.

## Teilnehmer
Das Teilnehmerfeld bestand aus den 10 besten Klubs aus dem CBF Ranking aus 2010. Die weiteren 54 Teilnehmer ergaben sich aus den Fußballmeisterschaften der Bundesstaaten von Brasilien 2010 oder deren Pokalwettbewerben.
Sechs Teilnehmer aus dem CBF Ranking nahmen aufgrund ihrer Teilnahme an der Copa Libertadores 2011 nicht an der Copa do Brasil teil. Dieses waren:
- Grêmio FBPA (CBF – 1.)
- SC Corinthians (CBF – 2.)
- SC Internacional (CBF – 8.)
- Cruzeiro EC (CBF – 9.)
- FC Santos (CBF – 10)
- Fluminense FC (CBF – 11.)

Neun Teams aus dem CBF Ranking qualifizierten über ihre Platzierung in den Staatsmeisterschaften. Dieses waren:
- CR Flamengo (CBF – 3.)
- Atlético Mineiro (CBF – 7.)
- Botafogo FR (CBF – 12.)
- Coritiba FC (CBF – 15.)
- Sport Recife (CBF – 16)
- Athletico Paranaense (CBF – 18.)
- EC Bahia (CBF – 19.)
- EC Vitória (CBF – 20.)
- Náutico Capibaribe (CBF – 21.)

Die dadurch freien Plätze im Ranking wurden durch die nachfolgenden Klubs belegt.

### Teilnehmer CBF Ranking
| Bundesstaat | Klub                               | Platz |
| ----------- | ---------------------------------- | ----- |
| RJ          | CR Vasco da Gama                   | 3.    |
| SP          | FC São Paulo                       | 5.    |
| SP          | SE Palmeiras                       | 6.    |
| GO          | Goiás EC                           | 13.   |
| SP          | Guarani FC                         | 14.   |
| SP          | Associação Portuguesa de Desportos | 17.   |
| PE          | Santa Cruz FC                      | 22.   |
| PR          | Paraná Clube                       | 23.   |
| CE          | Ceará SC                           | 24.   |
| SP          | AA Ponte Preta                     | 25.   |

### Teilnehmer Staatsmeisterschaften
| Bundesstaat         | Klub                  | Qualifizierung           |
| ------------------- | --------------------- | ------------------------ |
| Acre                | Rio Branco FC (AC)    | Staatsmeister 2010       |
| Alagoas             | Murici FC             | Staatsmeister 2010       |
| Alagoas             | AS Arapiraquense      | Vize-Staatsmeister 2010  |
| Amapá               | Trem DC               | Staatsmeister 2010       |
| Amazonas            | Penarol AC            | Staatsmeister 2010       |
| Amazonas            | Nacional Fast Clube   | Vize-Staatsmeister 2010  |
| Bahia               | EC Vitória            | Staatsmeister 2010       |
| Bahia               | EC Bahia              | Vize-Staatsmeister 2010  |
| Brasília            | Ceilândia EC          | Staatsmeister 2010       |
| Brasília            | Brasiliense FC        | Vize-Staatsmeister 2010  |
| Ceará               | Fortaleza EC          | Staatsmeister 2010       |
| Ceará               | Horizonte FC          | Staatspokal Sieger 2010  |
| Espírito Santo      | Rio Branco AC         | Staatsmeister 2010       |
| Espírito Santo      | Vitória FC (ES)       | Staatspokal Sieger 2010  |
| Goiás               | Atlético Goianiense   | Staatsmeister 2010       |
| Goiás               | Santa Helena EC       | Vize-Staatsmeister 2010  |
| Maranhão            | Sampaio Corrêa FC     | Staatsmeister 2010       |
| Maranhão            | IAPE FC               | Staatspokal Sieger 2010  |
| Mato Grosso         | União EC              | Staatsmeister 2010       |
| Mato Grosso         | Cuiabá EC             | Staatspokal Sieger 2010  |
| Mato Grosso do Sul  | EC Comercial (MS)     | Staatsmeister 2010       |
| Mato Grosso do Sul  | CE Naviraiense        | Vize-Staatsmeister 2010  |
| Minas Gerais        | Atlético Mineiro      | Staatsmeister 2010       |
| Minas Gerais        | Ipatinga FC           | Vize-Staatsmeister 2010  |
| Minas Gerais        | Uberaba SC            | Staatspokal Sieger 2010  |
| Pará                | Paysandu SC           | Staatsmeister 2010       |
| Pará                | Águia de Marabá FC    | Vize-Staatsmeister 2010  |
| Paraíba             | FC Treze              | Staatsmeister 2010       |
| Paraíba             | Botafogo FC (PB)      | Staatspokal Sieger 2010  |
| Paraná              | Coritiba FC           | Staatsmeister 2010       |
| Paraná              | Athletico Paranaense  | Vize-Staatsmeister 2010  |
| Paraná              | Iraty SC              | 3. Staatsmeister 2010    |
| Pernambuco          | Sport Recife          | Staatsmeister 2010       |
| Pernambuco          | Náutico Capibaribe    | Vize-Staatsmeister 2010  |
| Piauí               | Comercial AC (PI)     | Staatsmeister 2010       |
| Piauí               | Barras FC             | Vize-Staatsmeister 2010  |
| Rio de Janeiro      | Botafogo FR           | Staatsmeister 2010       |
| Rio de Janeiro      | CR Flamengo           | Vize-Staatsmeister 2010  |
| Rio de Janeiro      | Bangu AC              | Zweiter Staatspokal 2010 |
| Rio Grande do Norte | ABC Natal             | Staatsmeister 2010       |
| Rio Grande do Norte | AC Corintians         | Vize-Staatsmeister 2010  |
| Rio Grande do Sul   | SER Caxias do Sul     | 3. Staatsmeister 2010    |
| Rio Grande do Sul   | EC São José           | 4. Staatsmeister 2010    |
| Rio Grande do Sul   | Ypiranga FC (Erechim) | 2. Staatspokal 2009      |
| Rondônia            | Vilhena EC            | Vize-Staatsmeister 2010  |
| Roraima             | Baré EC               | Staatsmeister 2010       |
| Santa Catarina      | Avaí FC               | Staatsmeister 2010       |
| Santa Catarina      | Brusque FC            | Vize-Staatsmeister 2010  |
| São Paulo           | EC Santo André        | Vize-Staatsmeister 2010  |
| São Paulo           | GD Prudente           | 3. Staatsmeister 2010    |
| São Paulo           | Paulista FC           | Staatspokalsieger 2010   |
| Sergipe             | SE River Plate        | Staatsmeister 2010       |
| Sergipe             | São Domingos FC       | Staatspokal 2010         |
| Tocantins           | Gurupi EC             | Staatsmeister 2010       |

## Turnierverlauf

### 1. Runde
Alle Spieler des Baré EC, wurden im Hinrundenspiel am 23. Februar gegen den AA Ponte Preta irregulär eingesetzt. Am 2. März wurde das Rückspiel zunächst ausgesetzt und der Baré EC dann am 3. März vom Wettbewerb ausgeschlossen.
|                       | Gesamt          |                      | Hinspiel | Rückspiel |
| --------------------- | --------------- | -------------------- | -------- | --------- |
| Murici FC             | 0:3             | CR Flamengo          | 0:3      | -         |
| Nacional Fast Clube   | 3:4             | Fortaleza EC         | 2:0      | 1:4       |
| União EC              | 3:4             | Guarani FC           | 2:0      | 1:4       |
| Horizonte FC          | 6:4             | AS Arapiraquense     | 3:1      | 3:3       |
| IAPE FC               | 03:11           | Atlético Mineiro     | 2:3      | 1:8       |
| Iraty SC              | 3:4             | GD Prudente          | 3:1      | 0:3       |
| Cuiabá EC             | 0:2             | Ceará SC             | 0:2      | -         |
| Águia de Marabá FC    | 1:3             | Brasiliense FC       | 1:1      | 0:2       |
| Botafogo FC (PB)      | 3:1             | EC Vitória           | 3:1      | 0:0       |
| Ceilândia EC          | 0:5             | SER Caxias do Sul    | 0:5      | -         |
| Ypiranga FC (Erechim) | 0:3             | Coritiba FC          | 0:1      | 0:2       |
| Brusque FC            | 3:3             | Atlético Goianiense  | 3:2      | 0:1       |
| Comercial AC (PI)     | 2:7             | SE Palmeiras         | 1:2      | 1:5       |
| Santa Helena EC       | 1:3             | Uberaba SC           | 1:3      | -         |
| Sampaio Corrêa FC     | 2:2             | Sport Recife         | 0:0      | 2:2       |
| CE Naviraiense        | 1:3             | EC Santo André       | 1:2      | 0:1       |
| EC Comercial (MS)     | 1:6             | CR Vasco da Gama     | 1:6      | -         |
| Barras FC             | 2:3             | ABC Natal            | 1:1      | 1:2       |
| Bangu AC              | 3:2             | Portuguesa           | 3:1      | 0:1       |
| Trem DC               | 2:7             | Náutico Capibaribe   | 2:1      | 0:6       |
| Rio Branco FC (AC)    | 3:4             | Athletico Paranaense | 2:1      | 1:3       |
| EC São José           | 1:3             | Paulista FC          | 1:0      | 0:3       |
| São Domingos FC       | 0:5             | EC Bahia             | 0:0      | 0:5       |
| Penarol AC            | 4:5             | Paysandu SC          | 2:3      | 2:2       |
| SE River Plate        | 1:1 (1:4 i. E.) | Botafogo FR          | 1:0      | 0:1       |
| Gurupi EC             | 1:4             | Paraná Clube         | 1:1      | 0:3       |
| Vilhena EC            | 0:3             | Avaí FC              | 0:3      | -         |
| Rio Branco AC         | 0:4             | Ipatinga FC          | 0:1      | 0:3       |
| FC Treze              | 0:3             | FC São Paulo         | 0:3      | -         |
| AC Corintians         | 1:4             | Santa Cruz FC        | 1:4      | -         |
| EC Vitória            | 1:4             | Goiás EC             | 1:4      | -         |
| Baré EC               | 0:1             | AA Ponte Preta       | 0:1      | -         |

### 2. Runde
Der Botafogo FC (PB) setzte am 16. März im Hinrundenspiel gegen SER Caxias do Sul den Spieler Edmundo irregulär ein. Aufgrund dessen schloss der Verband Botafogo am 29. März vom Wettbewerb aus und sagte das Rückspiel ab. Wenige Tage später, am 1. April, nahm der CBF seine Entscheidung wieder zurück und das Rückspiel wurde am 6. April ausgetragen.
|                     | Gesamt |                      | Hinspiel | Rückspiel |
| ------------------- | ------ | -------------------- | -------- | --------- |
| Fortaleza EC        | 0:3    | CR Flamengo          | 0:3      | -         |
| Horizonte FC        | 3:3    | Guarani FC           | 1:1      | 2:2       |
| GD Prudente         | 2:1    | Atlético Mineiro     | 2:1      | 0:0       |
| Brasiliense FC      | 1:2    | Ceará SC             | 0:0      | 1:2       |
| Botafogo FC (PB)    | 1:4    | SER Caxias do Sul    | 0:1      | 1:3       |
| Atlético Goianiense | 2:5    | Coritiba FC          | 1:2      | 1:3       |
| Uberaba SC          | 0:4    | SE Palmeiras         | 0:4      | -         |
| Sampaio Corrêa FC   | 3:3    | EC Santo André       | 3:2      | 0:1       |
| ABC Natal           | 1:2    | CR Vasco da Gama     | 0:0      | 1:2       |
| Bangu AC            | 0:2    | Náutico Capibaribe   | 0:2      | -         |
| Paulista FC         | 0:2    | Athletico Paranaense | 0:2      | -         |
| Paysandu SC         | 1:2    | EC Bahia             | 0:0      | 1:2       |
| Paraná Clube        | 1:5    | Botafogo FR          | 1:2      | 0:3       |
| Ipatinga FC         | 2:5    | Avaí FC              | 1:1      | 1:4       |
| Santa Cruz FC       | 1:2    | FC São Paulo         | 1:0      | 0:2       |
| AA Ponte Preta      | 0:3    | Goiás EC             | 0:3      | -         |

### Turnierplan ab Achtelfinale
Die Mannschaft, welche zuerst Heimrecht hatte, wird bei nachstehenden Paarungen zuerst genannt.
|  | Achtelfinale         | Achtelfinale | Achtelfinale |                      |   | Viertelfinale | Viertelfinale | Viertelfinale |  |  | Halbfinale | Halbfinale | Halbfinale |  |  | Finale | Finale | Finale |
|  |                      |              |              |                      |   |               |               |               |  |  |            |            |            |  |  |        |        |        |
|  | CR Flamengo          | 1            | 3            |                      |   |               |               |               |  |  |            |            |            |  |  |        |        |        |
|  | Horizonte FC         | 1            | 0            |                      |   |               |               |               |  |  |            |            |            |  |  |        |        |        |
|  | Horizonte FC         | 1            | 0            | CR Flamengo          | 1 | 2             |               |               |  |  |            |            |            |  |  |        |        |        |
|  |                      |              |              | CR Flamengo          | 1 | 2             |               |               |  |  |            |            |            |  |  |        |        |        |
|  |                      | Ceará SC     | 2            | 2                    |   |               |               |               |  |  |            |            |            |  |  |        |        |        |
|  | Ceará SC             | Ceará SC     | 2            | 2                    | 2 | 2             |               |               |  |  |            |            |            |  |  |        |        |        |
|  | Ceará SC             |              |              |                      | 2 | 2             |               |               |  |  |            |            |            |  |  |        |        |        |
|  | São Paulo            | 1            | 1            |                      |   |               |               |               |  |  |            |            |            |  |  |        |        |        |
|  | São Paulo            | 1            | 1            | Ceará SC             | 0 | 0             |               |               |  |  |            |            |            |  |  |        |        |        |
|  |                      |              |              |                      |   |               |               |               |  |  |            |            |            |  |  |        |        |        |
|  |                      | Coritiba FC  | 0            | 1                    |   |               |               |               |  |  |            |            |            |  |  |        |        |        |
|  | Coritiba FC          | Coritiba FC  | 0            | 1                    | 4 | 1             |               |               |  |  |            |            |            |  |  |        |        |        |
|  | Coritiba FC          |              |              |                      | 4 | 1             |               |               |  |  |            |            |            |  |  |        |        |        |
|  | SER Caxias           | 0            | 0            |                      |   |               |               |               |  |  |            |            |            |  |  |        |        |        |
|  | SER Caxias           | 0            | 0            | Coritiba FC          | 6 | 0             |               |               |  |  |            |            |            |  |  |        |        |        |
|  |                      |              |              | Coritiba FC          | 6 | 0             |               |               |  |  |            |            |            |  |  |        |        |        |
|  |                      | SE Palmeiras | 0            | 2                    |   |               |               |               |  |  |            |            |            |  |  |        |        |        |
|  | EC Santo André       | SE Palmeiras | 0            | 2                    | 1 | 0             |               |               |  |  |            |            |            |  |  |        |        |        |
|  | EC Santo André       |              |              |                      | 1 | 0             |               |               |  |  |            |            |            |  |  |        |        |        |
|  | SE Palmeiras         | 2            | 1            |                      |   |               |               |               |  |  |            |            |            |  |  |        |        |        |
|  | SE Palmeiras         | 2            | 1            | CR Vasco             | 1 | 2             |               |               |  |  |            |            |            |  |  |        |        |        |
|  |                      |              |              |                      |   |               |               |               |  |  |            |            |            |  |  |        |        |        |
|  |                      | Coritiba FC  | 0            | 3                    |   |               |               |               |  |  |            |            |            |  |  |        |        |        |
|  | Náutico Capibaribe   | Coritiba FC  | 0            | 3                    | 0 | 0             |               |               |  |  |            |            |            |  |  |        |        |        |
|  | Náutico Capibaribe   |              |              |                      | 0 | 0             |               |               |  |  |            |            |            |  |  |        |        |        |
|  | CR Vasco             | 3            | 0            |                      |   |               |               |               |  |  |            |            |            |  |  |        |        |        |
|  | CR Vasco             | 3            | 0            | Athletico Paranaense | 2 | 1             |               |               |  |  |            |            |            |  |  |        |        |        |
|  |                      |              |              | Athletico Paranaense | 2 | 1             |               |               |  |  |            |            |            |  |  |        |        |        |
|  |                      | CR Vasco     | 2            | 1                    |   |               |               |               |  |  |            |            |            |  |  |        |        |        |
|  | EC Bahia             | CR Vasco     | 2            | 1                    | 1 | 0             |               |               |  |  |            |            |            |  |  |        |        |        |
|  | EC Bahia             |              |              |                      | 1 | 0             |               |               |  |  |            |            |            |  |  |        |        |        |
|  | Athletico Paranaense | 1            | 5            |                      |   |               |               |               |  |  |            |            |            |  |  |        |        |        |
|  | Athletico Paranaense | 1            | 5            | CR Vasco             | 1 | 2             |               |               |  |  |            |            |            |  |  |        |        |        |
|  |                      |              |              |                      |   |               |               |               |  |  |            |            |            |  |  |        |        |        |
|  |                      | Avaí FC      | 1            | 0                    |   |               |               |               |  |  |            |            |            |  |  |        |        |        |
|  | Botafogo FR          | Avaí FC      | 1            | 0                    | 2 | 1             |               |               |  |  |            |            |            |  |  |        |        |        |
|  | Botafogo FR          |              |              |                      | 2 | 1             |               |               |  |  |            |            |            |  |  |        |        |        |
|  | Avaí FC              | 2            | 1            |                      |   |               |               |               |  |  |            |            |            |  |  |        |        |        |
|  | Avaí FC              | 2            | 1            | FC São Paulo         | 1 | 1             |               |               |  |  |            |            |            |  |  |        |        |        |
|  |                      |              |              | FC São Paulo         | 1 | 1             |               |               |  |  |            |            |            |  |  |        |        |        |
|  |                      | Avaí FC      | 0            | 3                    |   |               |               |               |  |  |            |            |            |  |  |        |        |        |
|  | Goiás EC             | Avaí FC      | 0            | 3                    | 0 | 0             |               |               |  |  |            |            |            |  |  |        |        |        |
|  | Goiás EC             |              |              |                      | 0 | 0             |               |               |  |  |            |            |            |  |  |        |        |        |
|  | FC São Paulo         | 1            | 1            |                      |   |               |               |               |  |  |            |            |            |  |  |        |        |        |

## Finalspiele

### Hinspiel
| CR Vasco da Gama                                      | CR Vasco da Gama | Coritiba FC | Coritiba FC |
| ----------------------------------------------------- | --- | --- | ----------- |
| CR Vasco da Gama                                      | \| 1. Juni 2011 in Rio de Janeiro (Estádio São Januário) \| \| Ergebnis: 1:0 (0:0) \| \| Zuschauer: 17.922 \| \| Schiedsrichter: Paulo Cesar de Oliveira \|                                                                   | \| 1. Juni 2011 in Rio de Janeiro (Estádio São Januário) \| \| Ergebnis: 1:0 (0:0) \| \| Zuschauer: 17.922 \| \| Schiedsrichter: Paulo Cesar de Oliveira \|                                                                               | Coritiba FC |
| CR Vasco da Gama                                      | 1 Fernando Prass , 35 Allan, 25 Anderson Martins, 26 Dedé, 32 Márcio Careca, 37 Rômulo, 8 Eduardo Costa, 6 Felipe (66. 21 Fellipe Bastos) 10 Diego Souza, 31 Bernardo, 9 Alecsandro (84. 21 Elton) Cheftrainer: Ricardo Gomes | 1 Édson Bastos, 2 Jonas, 3 Demerson, 4 Émerson Silva , 6 Lucas Mendes, 5 Willian Farias, 8 Léo Gago, 7 Rafinha, 10 Davi (73. 15 Marcos Paulo), 11 Anderson Aquino (73. 17 Geraldo), 9 Bill (70. 18 Leandro) Cheftrainer: Marcelo Oliveira | Coritiba FC |
| CR Vasco da Gama                                      | 1:0 Alecsandro (51.) | | Coritiba FC |
| CR Vasco da Gama                                      | Anderson Aquino | | Coritiba FC |
| 1. Juni 2011 in Rio de Janeiro (Estádio São Januário) | | |             |
| Ergebnis: 1:0 (0:0)                                   | | |             |
| Zuschauer: 17.922                                     | | |             |
| Schiedsrichter: Paulo Cesar de Oliveira               | | |             |

### Rückspiel
| Coritiba FC                                                    | Coritiba FC | CR Vasco da Gama | CR Vasco da Gama |
| -------------------------------------------------------------- | --- | --- | ---------------- |
| Coritiba FC                                                    | \| 8. Juni 2011 in Curitiba (Estádio Major Antônio Couto Pereira) \| \| Ergebnis: 3:2 (2:1) \| \| Zuschauer: 31.516 \| \| Schiedsrichter: Sálvio Fagundes \|                                                                             | \| 8. Juni 2011 in Curitiba (Estádio Major Antônio Couto Pereira) \| \| Ergebnis: 3:2 (2:1) \| \| Zuschauer: 31.516 \| \| Schiedsrichter: Sálvio Fagundes \|                                                           | CR Vasco da Gama |
| Coritiba FC                                                    | 1 Édson Bastos, 2 Jonas, 3 Demerson, 4 Émerson Silva , 6 Lucas Mendes (58. 14 Eltinho), 5 Willian Farias, 8 Léo Gago (59. 16 Marcos Aurélio), 15 Marcos Paulo (27. 18 Leandro), 7 Rafinha, 10 Davi, 9 Bill Cheftrainer: Marcelo Oliveira | 1 Fernando Prass , 35 Allan, 25 Anderson Martins, 26 Dedé, 33 Ramon Motta, 37 Rômulo, 8 Eduardo Costa, 6 Felipe (79. 31 Bernardo), 10 Diego Souza (79. 18 Jumar), 7 Éder Luís, 9 Alecsandro Cheftrainer: Ricardo Gomes | CR Vasco da Gama |
| Coritiba FC                                                    | 1:1 Bill (29.) 2:1 Davi (44.) 3:2 Willian Farias (66.) | 0:1 Alecsandro (12.) 2:2 Éder Luís (44.) | CR Vasco da Gama |
| Coritiba FC                                                    | Léo Gago, Bill, Leandro | Eduardo Costa, Felipe, Jumar | CR Vasco da Gama |
| 8. Juni 2011 in Curitiba (Estádio Major Antônio Couto Pereira) | | |                  |
| Ergebnis: 3:2 (2:1)                                            | | |                  |
| Zuschauer: 31.516                                              | | |                  |
| Schiedsrichter: Sálvio Fagundes                                | | |                  |

## Die Meistermannschaft
| 1. | CR Vasco da Gama |
|    | - Tor: Fernando Prass, Cestaro, Alessandro, Diogo Silva - Abwehr: Jomar, Fernando Santos, Luan Garcia, Douglas, Julio Irrazábal, Anderson Martins, Márcio Careca, Renato Silva, Cesinha, Julinho, Fagner, Dedé, Ramon Motta, Max - Mittelfeld: Nilton, Juninho, Jéferson, Jumar, Caíque, Diego Rosa, Renato Augusto, Allan, Leandro Chaparro, Felipe, Diego Souza, Enrio, Carlos Alberto, Fellipe Bastos, Eduardo Costa, Bernardo, Rômulo - Angriff: Éder Luís, Alecsandro, Leandro, Patric, Misael, Marcel, Jonathan, Kim, Elron |

## Torschützenliste
Adriano von SE Palmeiras erzielte vier seiner fünf Treffer am 2. März auswärts im Rückspiel der ersten Runde gegen den Comercial AC (PI).
| Pl. | Nat.        | Spieler       | Verein    | Tore   |
| --- | ----------- | ------------- | --------- | ------ |
| 1   | Brasilianer | Alecsandro    | Vasco     | 5 Tore |
| 1   | Brasilianer | Rafael Coelho | Avaí      | 5 Tore |
| 1   | Brasilianer | William       | Avaí      | 5 Tore |
| 1   | Brasilianer | Adriano       | Palmeiras | 5 Tore |
| 1   | Brasilianer | Kléber        | Palmeiras | 5 Tore |

## Zuschauer

### Meistbesuchte Spiele
| Pl. | Anzahl | Heim          | Ergebnis | Gast             | Stadion       | Datum          | Spieltag               |
| --- | ------ | ------------- | -------- | ---------------- | ------------- | -------------- | ---------------------- |
| 1   | 46.681 | Santa Cruz FC | 1:0      | FC São Paulo     | Arruda        | 30. März 2011  | 2. Runde Hinspiel      |
| 2   | 34.544 | FC São Paulo  | 1:0      | Goiás EC         | Morumbi       | 27. April 2011 | Achtelfinale Rückspiel |
| 3   | 33.614 | SE Palmeiras  | 1:0      | EC Santo André   | Pacaembu      | 21. April 2011 | Achtelfinale Rückspiel |
| 4   | 31.516 | Coritiba FC   | 3:2      | CR Vasco da Gama | Couto Pereira | 8. Juni 2011   | Finale Rückspiel       |
| 5   | 31.179 | Ceará SC      | 2:1      | Brasiliense FC   | Castelão      | 30. März 2011  | 2. Runde Rückspiel     |
| 6   | 28.870 | Coritiba FC   | 6:0      | Palmeiras        | Couto Pereira | 5. Mai 2011    | Viertelfinale Hinspiel |
| 7   | 28.526 | Goiás EC      | 0:1      | FC São Paulo     | Serra Dourada | 20. April 2011 | Achtelfinale Hinspiel  |

### Wenigsten besuchten Spiele
| Pl. | Anzahl | Heim           | Ergebnis | Gast               | Stadion   | Datum            | Spieltag           |
| --- | ------ | -------------- | -------- | ------------------ | --------- | ---------------- | ------------------ |
| 1   | 136    | Bangu AC       | 0:2      | Náutico Capibaribe | Raulino   | 16. März 2011    | 2. Runde Hinspiel  |
| 2   | 375    | EC São José    | 1:0      | Paulista FC        | Dutrinha  | 23. Februar 2011 | 1. Runde Hinspiel  |
| 3   | 409    | Cuiabá EC      | 0:2      | Ceará SC           | Dutrinha  | 23. Februar 2011 | 1. Runde Hinspiel  |
| 4   | 413    | GD Prudente    | 3:0      | Iraty SC           | Prudentão | 23. Februar 2011 | 1. Runde Rückspiel |
| 5   | 419    | EC Santo André | 1:0      | CE Naviraiense     | Brunão    | 23. Februar 2011 | 1. Runde Rückspiel |
| 6   | 428    | Ceilândia EC   | 0:5      | SER Caxias do Sul  | Abadião   | 23. Februar 2011 | 1. Runde Hinspiel  |
| 7   | 676    | AC Corintians  | 1:4      | Santa Cruz FC      | Marizão   | 23. Februar 2011 | 1. Runde Hinspiel  |